# Distretto di Cuyocuyo
Il distretto di Cuyocuyo è uno dei dieci distretti  della provincia di Sandia, in Perù. Si trova nella regione di Puno e si estende su una superficie di 503,91 chilometri quadrati.

Istituito il 2 maggio 1854, ha per capitale la città di Cuyocuyo; al censimento 2005 contava 8.062 abitanti.